# یانگکی ویلکیه
یانگکی ویلکیه (به لاتین: Janiki Wielkie) یک روستا در لهستان است که در گمینا زالوو واقع شده‌است.